# ميخائيل إس. جريكو (محامي)
ميخائيل إس. جريكو (بالإنجليزية: Michael S. Greco)‏ هو محامي أمريكي، ولد في 22 نوفمبر 1942.

## وصلات خارجية
- ميخائيل إس. جريكو على موقع إن إن دي بي (الإنجليزية)